# 米尔塞
米尔塞（法語：Mulcey，法語發音：[mylsɛ]）是法国摩泽尔省的一个市镇，属于萨尔堡-萨兰堡区。

## 地理
米尔塞（48°48'3"N, 6°39'49"E）面积8.34 平方千米，位于法国大東部大區摩泽尔省，该省份为法国东北部内陆省份，是洛林的一部分，西南接默尔特-摩泽尔省，东临下莱茵省，北与卢森堡和德国接壤。
与米尔塞接壤的市镇（或旧市镇、城区）包括：布朗什埃格利斯、瓦勒德布里德、马尔萨勒、圣梅达尔。

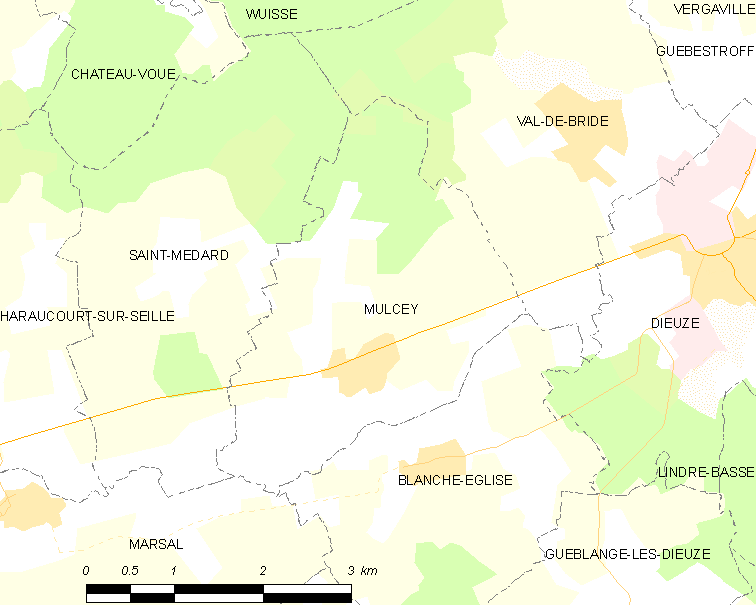
米尔塞的OSM定位图

米尔塞的时区为UTC+01:00、UTC+02:00（夏令时）。

## 行政
米尔塞的邮政编码为57260，INSEE市镇编码为57493。

## 政治
米尔塞所属的省级选区为索努瓦县。

## 人口

1962-2008年间米尔塞人口变化图示

米尔塞于2022年1月1日时的人口数量为209人。